# Alchemilla tirolensis
Alchemilla tirolensis é uma espécie de rosácea do gênero Alchemilla, pertencente à família Rosaceae.